# Ольсен, Оули
О́ули Хёйгор О́льсен (фар. Óli Højgaard Olsen; род. 24 ноября 1985 года, в Тофтире, Фарерские острова) — фарерский футболист, нападающий клуба «Б-68».

## Карьера
Оули — воспитанник клуба «Б68». За свой клуб он дебютировал в 2003 году и сыграл тогда одиннадцать матчей, забив один мяч. В своём втором сезоне ему ни разу не удалось поразить ворота соперников в шестнадцати встречах, это был его единственный безрезультативный сезон, по итогам которого его клуб вылетел из премьер-лиги. В первом дивизионе он провёл всего тринадцать игр, зато удивил многих своей результативностью, забив девять голов. В следующих двух сезонах Оули почти не появлялся на поле, зато потом провёл два блестящих чемпионата, суммарно отличившись двадцать пять раз. Однако в последующих сезонах его результативность резко снизилась и он стал игроком ротации. В 2012 году Оули в составе «Б68» снова вылетел в первый дивизион, а футболист поразил ворота соперников четыре раза в девятнадцати сыгранных матчах. В 2013 году Оули пополнил состав «Викингура».

## Достижения
- Победитель первого дивизиона (2): 2005, 2007

## Личная жизнь
Младший брат Оули, Эмиль Рональдссон (урожд. Хёйгор Ольсен) — тоже футболист. Братья вместе выступали за «Б68».